# Stefania Allinówna
Stefania Allina (ur. 19 listopada 1895 w Łodzi, zm. 20 kwietnia 1988 w Warszawie) – polska pianistka i pedagog pochodzenia żydowskiego.

## Życiorys
Jej ojciec, Zygmunt Allina, był zasymilowanym Żydem i obywatelem Austro–Węgier, którego rodzina pochodziła z Hiszpanii. Matka, Julia z domu Rauch, była czeską Żydówką, która przeszła konwersję na chrześcijaństwo. Miała dwóch braci: Karola i Bogusława.
Artystka obywatelstwo polskie otrzymała w 1931 roku. Studiowała w klasie Aleksandra Michałowskiego w Warszawskim Instytucie Muzycznym (1910–1917), a także kompozycję u Felicjana Szopskiego i Kazimierza Sikorskiego. W latach 20 XX w. kształciła się pod kierunkiem Egona Petriego i Hugona Leichtentritta w Berlinie, w 1937 r. odbyła kurs prowadzony przez Edwina Fischera w Poczdamie. Po powstaniu warszawskim wywieziona do Niemiec na przymusowe roboty.
Od 1929 była profesorem fortepianu w Śląskim Konserwatorium Muzycznym w Katowicach (następnie Akademia Muzyczna im. Karola Szymanowskiego w Katowicach). W latach 1931–1960 koncertowała w duecie z Władysławą Markiewiczówną. Wykształciła 22 pianistów, a wśród jej uczniów znaleźli się m.in. Wiesław Szlachta, Michał Spisak, Jan Gawlas, Czesław Stańczyk, Józef Świder, Stanisław Tomczyński i Piotr Paleczny.